# Батиньоль (квартал)
Квартал Батиньоль (фр. Quartier des Batignolles) — 67-й административный квартал Парижа, расположенный на правом берегу Сены, в 17-м округе, у западного склона Монмартра. Его территория простирается к северо-западу от бульвара Батиньоль, ограничивается улицами Токвиль и Лемерсье, авеню Клиши и бульваром Бертье. Кладбище Батиньоль находится за пределами квартала, в 300 метрах к северу.

## История
Местность Батиньоль в северо-западном предместье Парижа известна, по крайней мере, с 1414 года, в связи с её упоминанием («terroir de Batilloles») в одном из письменных договоров об аренде виноградника. На северо-французском диалекте это название, восходящее к латинскому «batifollium», означало «ветряная мельница». Во времена, предшествовавшие Великой Французской революции, в Батиньоле устраивались королевские охоты на оленей, косуль и зайцев; после 1789 года на месте бывших охотничьих угодий стали обустраивать фермы, а столичные торговцы возводили здесь свои загородные дома. Сельская община Батиньоль-Монсо вошла в состав Парижа в 1860 году, во время правления Наполеона III.

## В культуре
27 декабря 1873 года в Париже будущие импрессионисты с целью организации свободных выставок своих произведений, независимых от официального академического Парижского салона создали Анонимное кооперативное объединение художников живописцев, скульпторов и гравёров, а затем так называемую «батиньольскую группу» (по названию квартала), объединившую вокруг Эдуарда Мане многих художников, живших в этом районе, прозванном «Маленькой Польшей» (La Petite Pologne). Следующим этапом нового движения стала Первой выставки импрессионистов.
Мастерская Э. Мане с 1870 года находилась в квартале Батиньоль на улице Санкт-Петербург, в доме 51. Будущие импрессионисты часто бывали и у своего товарища Фредерика Базиля: его мастерская располагалась поблизости, в доме 9 на улице Лакондамин. А по пятницам общение художников продолжалось в Кафе Гербуа — на Гранрю де Батиньоль 11 (впоследствии авеню де Клиши), или в кафе «Новые Афины», на площади Пигаль, в доме 9.
На картине Анри Фантен-Латура, запечатлевшую одну из встреч в мастерской Эдуарда Мане, изображены (слева направо): сидят — Эдуард Мане, Закари Астрюк; стоят — Отто Шольдерер, Огюст Ренуар, Эмиль Золя, Эдмон Мэтр, Фредерик Базиль и Клод Моне.
В числе других известных жителей квартала Батиньоль: живописец Альфред Сислей, поэты Стефан Малларме, Поль Верлен, Макс Жакоб.
В начале XX века артистическая атмосфера квартала Батиньоль стала уходить в прошлое. Кинорежиссёр Жан Ренуар, вспоминая о беседах со своим отцом, писал: «В наших разговорах редко упоминалось кафе Гербуа, где после 70-го года собирались молодые художники, группировавшиеся вокруг Мане. Зато очень часто говорили о кафе „Новые Афины“. Поль Сезанн-сын сводил меня туда перед войной 14-го года. Сутенёры и проститутки с площади Пигаль заменили Мане, Сезанна и Писсарро. Я пытался представить себе, как приведённый туда братом Ван Гог усаживается за стол, за которым Гоген и Франк Лями страстно говорят о живописи. Было трудно вообразить бородатые, горящие убеждением лица молодых художников прошлого века, на месте бритых, напыщенных и вместе с тем озабоченных лиц новых посетителей. Наступил полный упадок. Последней попыткой спасти кафе был розыгрыш „моноприза“ стриптиза. Двадцать обнажённых девиц — за стоимость билета в кино. Бедняги демонстрируют перед посетителями свои несвежие прелести как раз там, где собирались представители французской школы, которая одухотворяла наготу, освободив её от малейшей примеси распутства».